# Chema González
José María González Calvo, detto Chema (Saragozza, 15 agosto 1991), è un cestista spagnolo.